# کوجاحصار (کاهتا)
کوجاحصار (به ترکی استانبولی: Kocahisar) (به کردی: Kaxte) یک منطقهٔ مسکونی کردنشین در ترکیه است که در کاهتا واقع شده‌است.